# Opuntia quitensis
Opuntia quitensis é uma espécie de planta da família Cactaceae e do gênero Opuntia nativa da América do Sul e encontrada no Peru e no Equador. O epíteto da espécie é derivado do local onde a espécie-tipo foi encontrada, a capital equatoriana Quito. Uma peculiaridade desta espécie de Opuntia é sua diociência. Seu nome popular é cacto de botão vermelho. 

## Distribuição e Estado de conservação
Opuntia quitensis é comum no Equador e no Peru até altitudes de 3.000 metros. A primeira descrição foi publicada em 1898 por Frédéric Albert Constantin Weber. Na Lista Vermelha de Espécies Ameaçadas da IUCN, a espécie é classificada como "pouco preocupante (LC)" e listada como não ameaçada. O desenvolvimento das populações é considerado estável. 

## Descrição
A planta se estende com pequenos caules, formando um grande arbusto com 0,4 a 3 metros de altura. As almofadas são achatadas, alongadas e quase circulares, nuas e bem conectadas. Têm de 6 a 40 cm de comprimento e 5 a 13 cm de largura.
A partir das auréolas emergem glochídeos de 2 a 4 milímetros de comprimento, com dois a sete espinhos que são por vezes, como agulhas e no topo algumas barbas. Eles são branco-amarelados, achatados no topo de 0,5 a 8 centímetros. As flores unissex são laranja-vermelho a amarelo-laranja, 2,3 - 7 centímetros de comprimento e têm diâmetros de 1 - 2,5 centímetros. Os frutos têm forma de barril, de cor castanho-esverdeada e são avermelhados maduros, com 2,5 a 4 cm de comprimento e 2 a 4 cm de diâmetro. Eles são adornados com glochídeos e às vezes espinhos ou cerdas .

##### Etimologia
Opuntia: nome genérico que vem do grego usado por Plínio para uma planta que cresceu ao redor da cidade de Opus, na Grécia. 
quitensis: epíteto geográfico que se refere à sua localização em Quito, no Equador.
Sinônimos:
- Platyopuntia quitensis
- Opuntia macbridei [3]

### Literatura
- Opuntia quitensis. In: Edward F. Anderson: The Cactus Family. Timber Press: Portland (Oregon), 2001, página 515. ISBN 0-88192-498-9.
- Opuntia quitensis Web. In: Curt Backeberg: Die Cactaceae: Handbuch der Kakteenkunde. 2ª edição, 1982, Vol. I, pp. 617 f. ISBN 3-437-30380-5.
- Opuntia quitensis Weber In: NL Britton, JN Rose: The Cactaceae. Descrições e ilustrações de plantas da família dos cactos. Washington, 1919, Volume I, página 154.